# Hogan Wharton

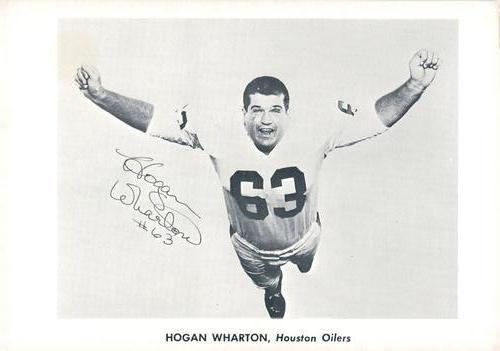
Hogan Wharton (1961)

Robert Glen „Hogan“ Wharton (* 13. Dezember 1935 in Lipan, Texas; † 8. Oktober 2008 in Sugar Land, Texas) war ein US-amerikanischer American-Football-Spieler. Er spielte als Guard in der American Football League (AFL) bei den Houston Oilers.

## Spielerlaufbahn
Hogan Wharton besuchte die Highschool in Orange, Texas. Nach seinem Schulabschluss studierte er zunächst an der Southern Methodist University, bevor er an die University of Houston wechselte, um dort Pädagogik zu studieren. In den Jahren 1957 und 1958 spielte er auf dem College als Guard Football für die Houston Cougars. In beiden Jahren wurde er zum Offensive Lineman of the Year der Missouri Valley Conference gewählt. Im Jahr 1958 erfolgte die Wahl zum All-American. Wharton wurde im selben Jahr durch die San Francisco 49ers in der elften Runde an 131. Stelle gedraftet. Wharton beendete jedoch sein Studium und spielte nie für die Mannschaft aus San Francisco. Im Jahr 1960 schloss er sich den Houston Oilers an, die in der neugegründeten AFL angesiedelt waren. Wharton hatte als Guard die Aufgabe Quarterback George Blanda zu schützen und dem eigenen Runningback den Weg in die gegnerische Endzone frei zu blocken. Im Jahr 1960 gewannen die Oilers unter Trainer Lou Rymkus zehn von 14. Spielen und konnten damit in das AFL-Endspiel einziehen, wo man auf die von Sid Gillman betreuten Los Angeles Chargers traf, die sich mit 24:16 den Oilers geschlagen geben mussten. Im folgenden Jahr gewann Wharton seinen zweiten Meistertitel. Erneut konnten sich die Oilers gegen die Chargers durchsetzen, die vor der Saison nach San Diego umgezogen waren. Das Endspiel endete mit 10:3 für die Mannschaft aus Houston. 1962 zog Wharton mit den Oilers in sein drittes Endspiel ein. Diesmal unterlag seine Mannschaft mit 20:17 den Dallas Texans. Wharton beendete nach der Saison 1963 seine Laufbahn.

## Nach der Laufbahn
Hogan Wharton gründete nach seiner Spielerlaufbahn eine Firma, die Stahlröhren herstellt. Er war verheiratet und hatte zwei Kinder. Wharton starb an einer Lungenkrankheit. Sein Leichnam wurde eingeäschert. Im Jahr 1974 wurde er von seinem ehemaligen College in die University of Houston Hall of Honor aufgenommen.